# 멕 딜레이시
마가렛 델라시 켈리(영어: Margaret DeLacy Kelley, 1996년 7월 9일 ~ )는 미국의 배우이다.

## 출연 작품
- 파파 (2012)
- 아빠 달리기를 참조하십시오 (2015)
- 회복의 길 (2016)
- 자크와 미아 (2017)
- 오스틴 발견 (2017)
- 포스터 가족 (2017–2018)
- 에프 더 프롬 (2017)
- 부서진 기억 (2018)
- 산타클라리타 다이어트 (2019)
- 루키 (2020–2022)
- 스타걸 (2020–2022)